# Hostal Montnegre
L'Hostal Montnegre és una obra de Sant Celoni a la comarca del Vallès Oriental inclosa a l'Inventari del Patrimoni Arquitectònic de Catalunya.

## Descripció
Edifici de composició de planta baixa, pis i golfes. Té dues façanes, la principal és molt senzilla i consta de dues parts, són dos edificis units, l'altra consta d'una entrada amb arc escarser, una finestra d'arc pla i una de petita d'arc de mig punt amb guardapols. La coberta és composta, hi ha una d'inclinada i l'altra és plana.

## Història
No hi ha la data de construcció, però aquest edifici ja formava part del petit nucli urbà de Montnegre abans que passés al municipi de Sant Celoni. És un edifici reformat i molt canviat de com era en un principi.